# Hosni Abd Rabo
Hosni Abd Rabo Abdel Mottaleb Ibrahim (arabe : حسني عبد ربه عبد المطلب إبراهيم) est un footballeur international égyptien né le 1er novembre 1984 à Ismaïlia qui évolue actuellement à Ismaily SC en Égypte.

## Biographie
Après avoir fait ses classes dans son pays natal, l'Égypte, au club de Ismaïlia, il est supervisé par des français et c'est le Racing Club de Strasbourg qui le recrute en 2005. Mais Hosni a du mal à s'acclimater en France et part au bout d'un an malgré un but sous les couleurs alsaciennes.
Lors de l'été 2006, il est prêté à son ancien club avec option d'achat expirant au 15 juin 2007. Ismaily SC n'ayant pas exercé l'option dans les délais, le RCS transfère peu après Hosni à Al-Ahli Dubaï pour 700 000 euros. Toutefois, ce mouvement est contesté par Ismaily SC qui affirme avoir levé l'option. L'affaire sera portée devant les juridictions sportives et pendant le temps de la procédure (saison 2007/2008), Hosni reste à Ismaily SC. Entre-temps, il remporte en février la Coupe d'Afrique des nations avec l'Égypte et est élu meilleur joueur du tournoi. Le 28 mai 2008, le Tribunal arbitral du sport donne raison en appel au RC Strasbourg.

## Al Nassr
Lors de son prêt à Al Nasr Riyad, Hosni devient un pilier du milieu de terrain saoudien et permet à son équipe de se hisser dans le haut de tableau. Il est nommé capitaine lors de nombreux matchs. Malheureusement, en avril 2013 une rupture du ligament croisé viendra stopper sa progression, et il annoncera peu de temps après son retour à l'Ismaily SC.

## Palmarès

### En club
| - Ismaily SC - Championnat d'Égypte - Finaliste : 2008. |  | - Al-Ahli Dubaï - Championnat des Émirats arabes unis - Vainqueur : 2009. |

### En sélection nationale
- Sélection d'Égypte
  - Jeux panarabes
    - Vainqueur : 2007.

  - Coupe d'Afrique des nations de football
    - Vainqueur : 2008 et 2010.

### Distinction personnelle
- 2008 : Élu meilleur joueur de la Coupe d'Afrique des nations 2008 (6 matchs / 4 buts).

## Buts internationaux
Mis à jour le 31 janvier 2010
| #   | Date             | Lieu                                                             | Adversaire | Résultat final | Compétition                       |
| --- | ---------------- | ---------------------------------------------------------------- | ---------- | -------------- | --------------------------------- |
| 1.  | 2 septembre 2006 | Stade international du Caire, Le Caire, Égypte                   | Burundi    | 4 – 1          | Qualification CAN 2008            |
| 2.  | 10 janvier 2008  | Al-Nahyan Stadium, Abou Dabi, Émirats arabes unis                | Mali       | 1 – 0          | Match amical                      |
| 3.  | 22 janvier 2008  | Baba Yara Stadium, Kumasi, Ghana                                 | Cameroun   | 4 – 2          | CAN 2008                          |
| 4.  | 22 janvier 2008  | Baba Yara Stadium, Kumasi, Ghana                                 | Cameroun   | 4 – 2          | CAN 2008                          |
| 5.  | 26 janvier 2008  | Baba Yara Stadium, Kumasi, Ghana                                 | Soudan     | 3 – 0          | CAN 2008                          |
| 6.  | 4 février 2008   | Baba Yara Stadium, Kumasi, Ghana                                 | Angola     | 1 – 0          | CAN 2008                          |
| 7.  | 6 juin 2008      | Stade national El Hadj Hassan Gouled Aptidon, Djibouti, Djibouti | Djibouti   | 4 – 0          | Qualification Coupe du monde 2010 |
| 8.  | 19 novembre 2008 | Stade international du Caire, Le Caire, Égypte                   | Bénin      | 5 – 1          | Match amical                      |
| 9.  | 5 juillet 2009   | Stade international du Caire, Le Caire, Égypte                   | Rwanda     | 3 – 0          | Qualification Coupe du monde 2010 |
| 10. | 12 août 2009     | Stade international du Caire, Le Caire, Égypte                   | Guinée     | 3 – 3          | Match amical                      |
| 11. | 12 août 2009     | Stade international du Caire, Le Caire, Égypte                   | Guinée     | 3 – 3          | Match amical                      |
| 12. | 10 octobre 2009  | Konkola Stadium, Chililabombwe, Zambie                           | Zambie     | 1 – 0          | Qualification Coupe du monde 2010 |
| 13. | 29 décembre 2009 | Stade international du Caire, Le Caire, Égypte                   | Malawi     | 1 – 1          | Match amical                      |
| 14. | 28 janvier 2010  | Stade National de Ombaka, Benguela, Angola                       | Algérie    | 4 – 0          | CAN 2010                          |

## Carrière
| Saison    | Club          | Pays                    | Championnat         | Coupes nationales | Coupe continentales et mondiales     | Sélection Égypte   |
| --------- | ------------- | ----------------------- | ------------------- | ----------------- | ------------------------------------ | ------------------ |
| 2003-2004 | Ismaily SC    | 1re division            | 32 matchs / 8 buts  | -                 | -                                    | 5 matchs           |
| 2004-2005 | Ismaily SC    | 1re division            | 26 matchs / 4 buts  | -                 | -                                    | 10 matchs          |
| 2005-2006 | RC Strasbourg | Ligue 1                 | 22 matchs           | -                 | 4 matchs / 1 but (C3)                | 6 matchs           |
| 2006-2007 | Ismaily SC    | 1re division            | 28 matchs / 10 buts | 4 matchs / 2 buts | 4 matchs (CAF)                       | 7 matchs / 1 but   |
| 2007-2008 | Ismaily SC    | 1re division            | 24 matchs / 8 buts  | -                 | 3 matchs (C2)                        | 22 matchs / 6 buts |
| 2008-2009 | Al Ahly Dubaï | UFL UAE Football League | 28 matchs / 10 buts | -                 | 5 matchs / 2 buts (AFC)              | 12 matchs / 2 buts |
| 2009-2010 | Al Ahly Dubaï | UFL UAE Football League | 10 matchs / 4 buts  | -                 | 1 + 6 matchs / 0 + 1 but (CDM + AFC) | 13 matchs / 5 buts |
| 2010-2011 | Ismaily SC    | 1re division            | 7 matchs / 5 buts   | 1 match / 1 but   | 2 matchs / 1 but (C2)                | 7 matchs           |

Dernière mise à jour le 7 juin 2011